# Klippenweg

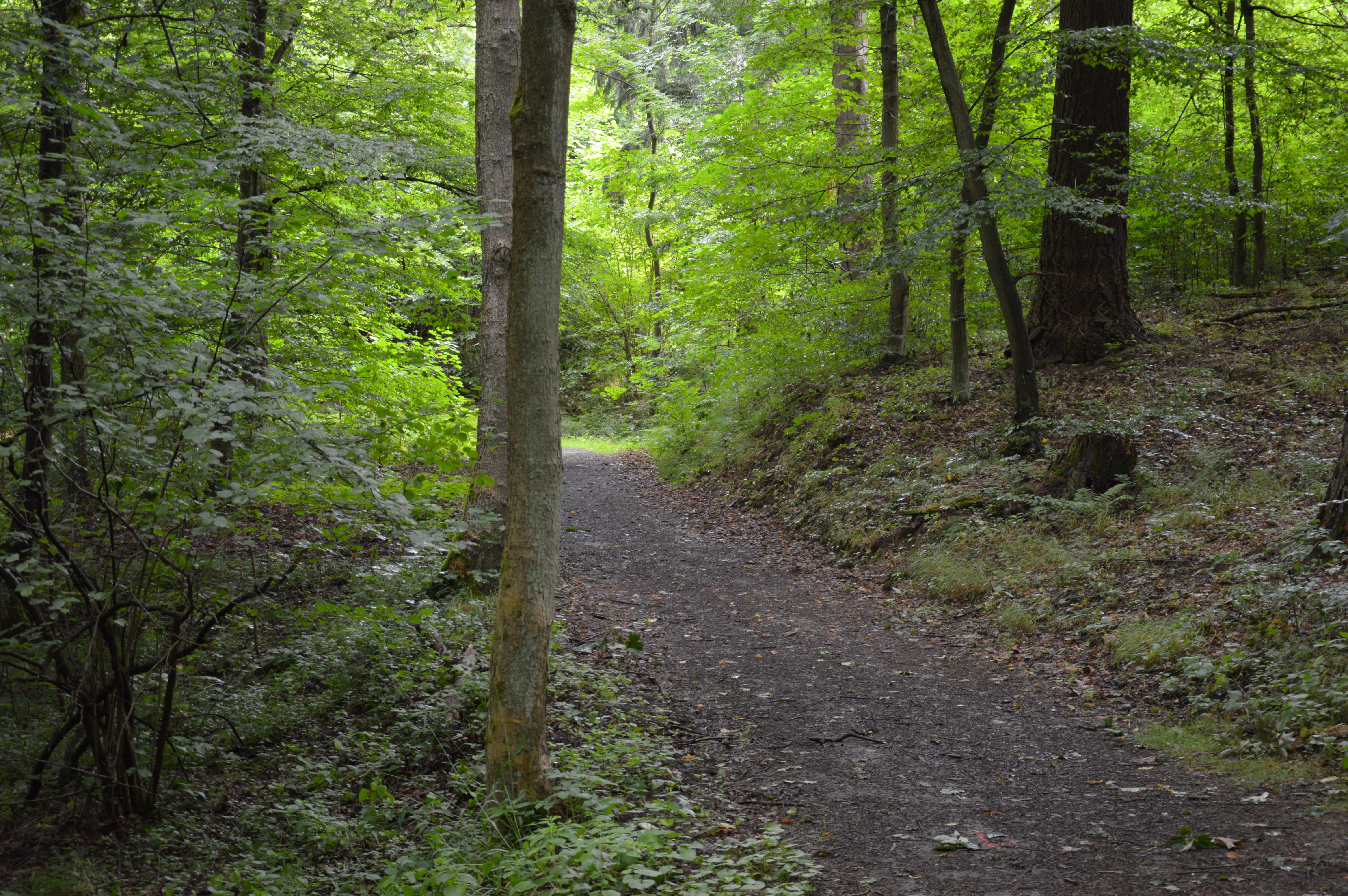
Klippenweg

Der Klippenweg ist ein Wanderweg im Harz auf dem Gebiet von Harzgerode in Sachsen-Anhalt. 
Der Wanderweg ist etwa fünf  Kilometer lang und führt vom Aufstieg auf den Habichtstein im Süden bei Alexisbad entlang der rechten Seite des Selketals in Richtung Mägdesprung bis zur Köthener Hütte. In Teilbereichen wird über den Klippenweg auch der Selketalstieg geführt.
Nach einem steilen Aufstieg in westlicher Richtung, beginnend an der Bundesstraße 242, erreicht der Klippenweg die Verlobungsurne. Hier befindet sich auch die Stempelstelle 177 der Harzer Wandernadel unmittelbar am Weg. Der Klippenweg verläuft ab dort in nordöstlicher Richtung. Vom Weg aus führen nach Westen kurze Abzweige, über die Aussichtspunkte und Klippen zu erreichen sind, die hoch über der Selke liegen, so als erstes das Birkenhäuschen. Danach quert der Klippenweg die mit 1100 Metern längste Rodelbahn des Harzes. Es folgen Abzweige zum Friedensdenkmal, zum Luisentempel und der Luisenklippe. Nach dem Abzweig zur Luisenklippe windet sich der Weg in Kehren bis zum Kapellenblick hinauf und führt dann weiter bis zur Hohen Klippe, oberhalb des Pioniertunnels. Von hier aus zweigt ein Weg zum Pioniersteig ab. Etwas später folgt ein Abzweig zu einem Naturlehrpfad. Im Norden endet der Klippenweg im Bereich der Köthener Hütte und der dort befindlichen Stempelstelle 195 der Harzer Wandernadel. Von dort aus führen der Pioniersteig und der Bernburger Steig weiter, wobei letzterer steil hinunter in das Tal führt.
Anders als der Name vermuten lässt, hat der Klippenweg nach dem Aufstieg fast schon den Charakter eines Promenadenwegs. Nach der ehemaligen Bezeichnung der Köthener Hütte als Kapelle trug der Weg in der Vergangenheit auch die Bezeichnung Kapellenweg.